# Canalisation des Orangers
 (juin 2025).
Si vous disposez d'ouvrages ou d'articles de référence ou si vous connaissez des sites web de qualité traitant du thème abordé ici, merci de compléter l'article en donnant les références utiles à sa vérifiabilité et en les liant à la section « Notes et références ».
La canalisation des Orangers est un aqueduc de l'île de La Réunion, un département d'outre-mer français dans l'océan Indien . 

## Description
Situé sur le territoire communal de Saint-Paul, elle débute au captage de l'îlet des Orangers, dans le cirque naturel de Mafate, puis parcourt sur toute sa longueur le rempart montagneux constituant le versant occidental puis méridional de la vallée de la rivière des Galets, un cours d'eau qui descend jusqu'à la mer. 
Elle débouche sur le quartier de Sans Souci, installé sur la rive gauche du fleuve dans les premières hauteurs.

### Sentier de randonnée
L'aqueduc est doublé par un sentier de randonnée que l'on désigne également sous le nom de canalisation des Orangers . Celui-ci constitue l'une des portes d'entrée principales dans Mafate bien que le sentier de grande randonnée GR R2 lui soit à peu près parallèle en longeant quant à lui le lit de la rivière au fond de la vallée après être descendu du quartier des Hauts de La Possession appelé Dos d'Âne.